# Iglesia de San Juan Bautista (Murélaga)

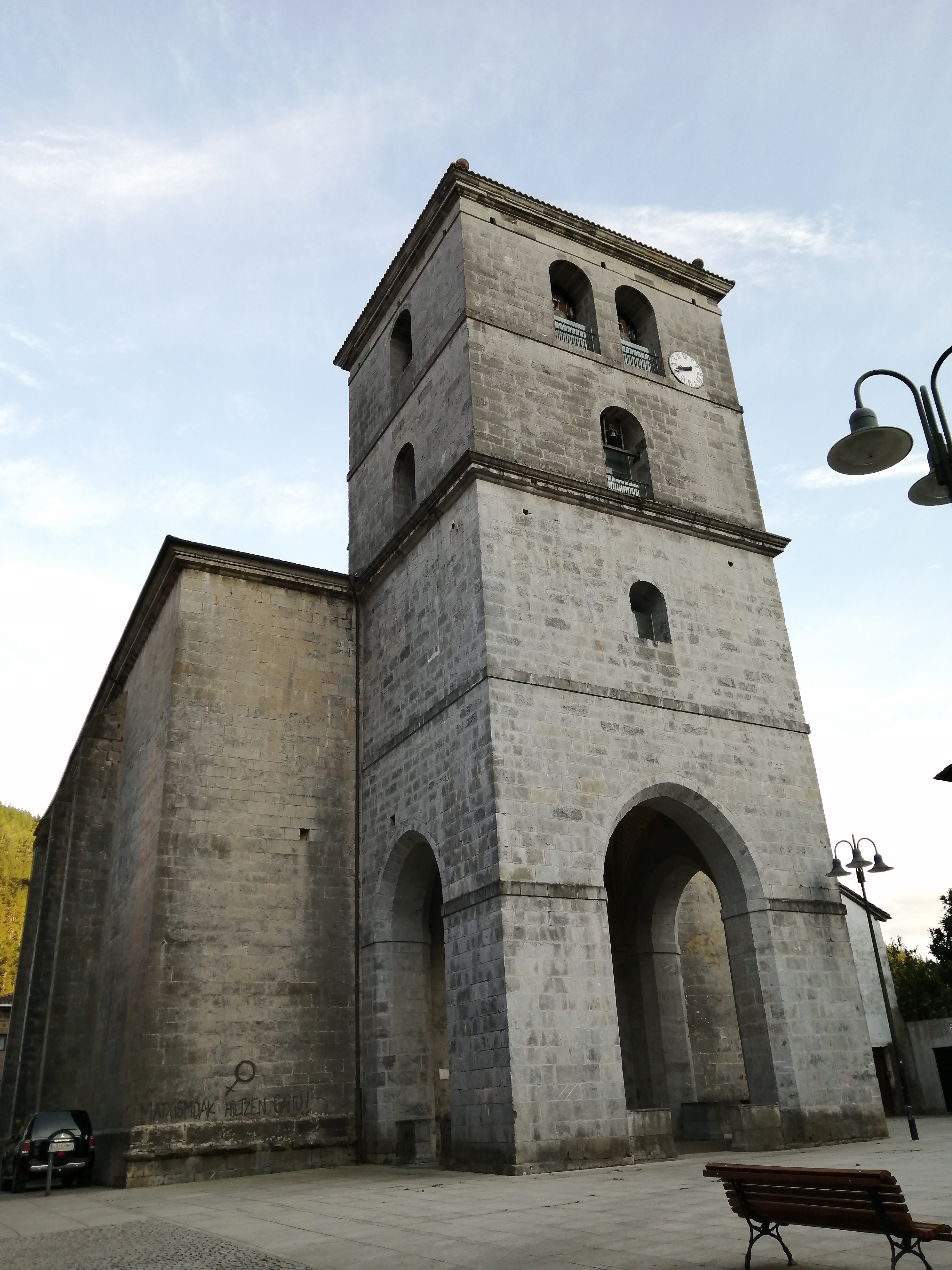
Iglesia de San Juan Bautista

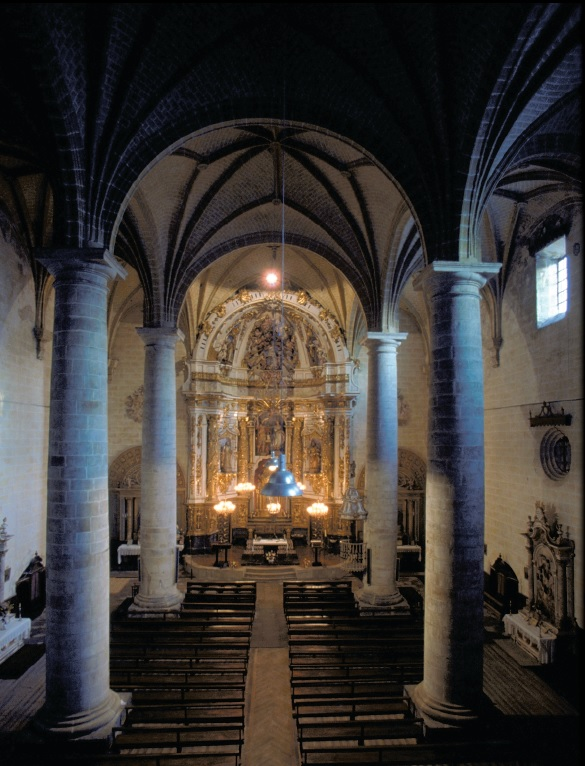
Interior

La iglesia de San Juan Bautista de Murélaga en el municipio vizcaíno de Aulestia en el País Vasco, España. Es una iglesia de planta rectangular con torre a los pies y consta de tres naves de altura similar, repartidas en cuatro tramos más cabecera. La nave central es más ancha que las laterales. La nave central remata en ábside ochavado de tres paños y las laterales en recto. Se forman, interiormente, doce bóvedas de crucería gótica diversa, de terceletes decorados, sustentadas por seis gruesas columnas centrales renacentistas y por ménsulas barrocas en los muros laterales.
El exterior refleja un volumen prismático simple, rectangular y compacto, como un arcón de piedra caliza, presentando dos cuerpos que se unen a la figura geométrica principal: el primero, formado por la torre, que se contrapone por su carácter vertical al cuerpo principal y, el segundo formado por la cabecera. El volumen es murario y sobrio quedando coronado por una cornisa de molduras cóncavas y convexas uniforme y continua a lo largo de todo el templo. La cubierta es a cuatro aguas con teja cerámica curva y faldones de poca pendiente.
La iglesia de San Juan Bautista presenta su fachada principal, en orientación noroeste, sobre la plaza de Aulesti, por lo que su presencia visual es importante tanto por su ubicación como por su volumen. La fachada es un paño ciego de sillería de piedra caliza a la que se adosa, en un primer plano, la torre a eje con la nave central en los pies del templo.
La torre es un cuerpo prismático vertical, de planta ligeramente rectangular, de dos cuerpos, cuatro tramos y fábrica de sillería. Se distribuye en dos cuerpos principales separados por una moldura que no es otra cosa que la prolongación de la cornisa de la iglesia. Cada uno de estos cuerpos se subdivide en dos tramos delimitados por placas lisas. El primer tramo, es de mayor altura y tiene tres grandes vanos o pasos apuntados de rosca en nácela sobre moldura de placa lisa, estando el del lado meridional actualmente cegado. En el segundo tramo existen dos pequeños vanos de medio punto hacia el oeste y el sur. El tercer tramo presenta vanos de medio punto en tres orientaciones, parcialmente cegados. El cuarto tramo o piso superior es un campanario, con vanos en todas las orientaciones, siendo dobles hacia la plaza. El remate final repite la cornisa moldurada, sobre la que apea un tejado a cuatro aguas.
El acceso al templo se realiza centrado por el pórtico de la base de la torre. El vano de entrada es de medio punto, de dovelas en abanico, con las jambas definidas por dos placas lisas que suben hasta la altura de los salmeres. El pórtico se aboveda con crucería de terceletes de nueve claves en forma de estrella de ocho puntas, las rosetas, nervios y ménsulas rinconeras son similares a las interiores del templo.
La fachada sudoeste, es longitudinal y está condicionada por un extenso adosado, que actúa como elemento disonante de la composición originaria y oculta la parte inferior de la fachada. Estos adosados son diversas construcciones residenciales y casas curales, además de la propia sacristía que se adosa al templo en su ángulo sur. La fachada muestra un plano liso, rectangular, de sillería de piedra caliza con tres contrafuertes que lo dividen en cuatro tramos iguales. En el centro de cada tramo, a gran altura y al mismo nivel, existe una ventana rectangular, adintelada, sin ornamentación alguna y levemente abocinada en su interior. Existe un óculo y una puerta lateral ocultos por las viviendas anexas.
La fachada sudeste es un paño de piedra caliza en sillería, en la que sobresale como prolongación de la nave central y con la misma altura de cornisa el ábside poligonal de tres paños con contrafuertes de sillería en las aristas. Entre los dos contrafuertes, en el lienzo central del ochavo, hay una pequeña ventana de medio punto en alabastro. La sacristía es un cuerpo más bajo adosado lateralmente a la cabecera en su parte sur.
La fachada nordeste repite los esquemas volumétricos del sudoeste y se acentúa la verticalidad de los contrafuertes, ante la inexistencia de elementos anexos. Son muros de sillería caliza con basamento, desprovistos de ornamentos, más sobrios, sin las ventanas que tenía la otra fachada longitudinal. Presenta entre los contrafuertes, en el segundo tramo, un óculo a base de tres molduras cóncavas. Los contrafuertes son de planta rectangular con zócalo similar al del muro y coronación con talud escalonado.
El espacio interior del templo es regular, homogéneo, con una volatería que configura un único espacio, sin jerarquías, ni espacios subsidiarios, alcanzando todo el interior la misma altura, ofreciendo en este ámbito el aspecto de Iglesia-Salón o columnaria, espacialmente unitaria. Los cuatro tramos son de la misma longitud; la nave central es casi el doble de ancha que las laterales y tanto la cabecera como las naves tienen similar altura. Las bóvedas góticas son de tipo estrellado basándose en crucerías con terceletes y ligaduras rectas y con cinco claves en cada capilla. En todas las claves se repiten las mismas rosetas cóncavas, salvo en una que tiene un cogollo vegetal.
Los soportes centrales que definen las tres naves son exentos y homogéneos. Son seis columnas cilíndricas de sillería vista, de orden toscano y con bastante éntasis sobre las que se sitúa el ábaco de los capiteles que recoge los nervios en arco rebajado y los arcos generadores de las bóvedas. Sus basas descansan en plinto cuadrado de dos niveles. En los muros de los pies, sobre los ejes de las líneas de columnas, los soportes de los arcos fajones y formeros son ménsulas de vaso convexas apeadas a su vez en volutas. El mismo sistema de apoyos aparece en las rinconeras dispuestas en escuadra.
El coro se sitúa ocupando la mitad del tramo de los pies y toda la anchura de la iglesia. Es de tres calles, sobre tres arcos, los laterales de medio punto y el central escarzano, como consecuencia de las tres naves existentes. Los arcos tienen las roscas decoradas con las mismas molduras y rebajes de los fajones y formeros y son recogidos por pilares rebajados. El coro forma un espacio de baja altura en la entrada de la iglesia con bóvedas góticas muy planas, con sistema estrellado, más complejo en la nave de la epístola. Sus arcos generadores son también de la misma tipología que los del resto de la iglesia.
Interiormente la iluminación se consigue mediante los vanos adintelados ligeramente abocinados de la fachada sudoeste, a la altura de las ménsulas que recogen los arcos fajones. Todos los vanos están cerrados con vidrieras y disponen guardamalletas de madera para cortinas. Los muros interiores son de fábrica de mampostería enlucida. También están enlucidas las bóvedas de cubierta. El suelo se cubre mediante losas de piedra en el perímetro del templo así como en el último tramo y el primer tercio de la iglesia, el resto es un entablado de madera. Se han realizado 6 capillas, tres en cada lateral del templo, horadando el muro de la iglesia. Todo el templo se adorna con numeroso y rico mobiliario litúrgico.